# Ellhofen (Weiler-Simmerberg)
Ellhofen (westallgäuerisch: Ellhofə) ist ein Gemeindeteil des Markts Weiler-Simmerberg im bayerisch-schwäbischen Landkreis Lindau (Bodensee).

## Geografie
Das Pfarrdorf liegt circa vier Kilometer nordöstlich des Hauptorts Weiler im Allgäu und zählt zur Region Westallgäu. Östlich des Orts befindet sich das Ellhofer Tobel, nördlich des Orts verläuft die Bahnstrecke Buchloe–Lindau samt Rentershofener Bahndamm.

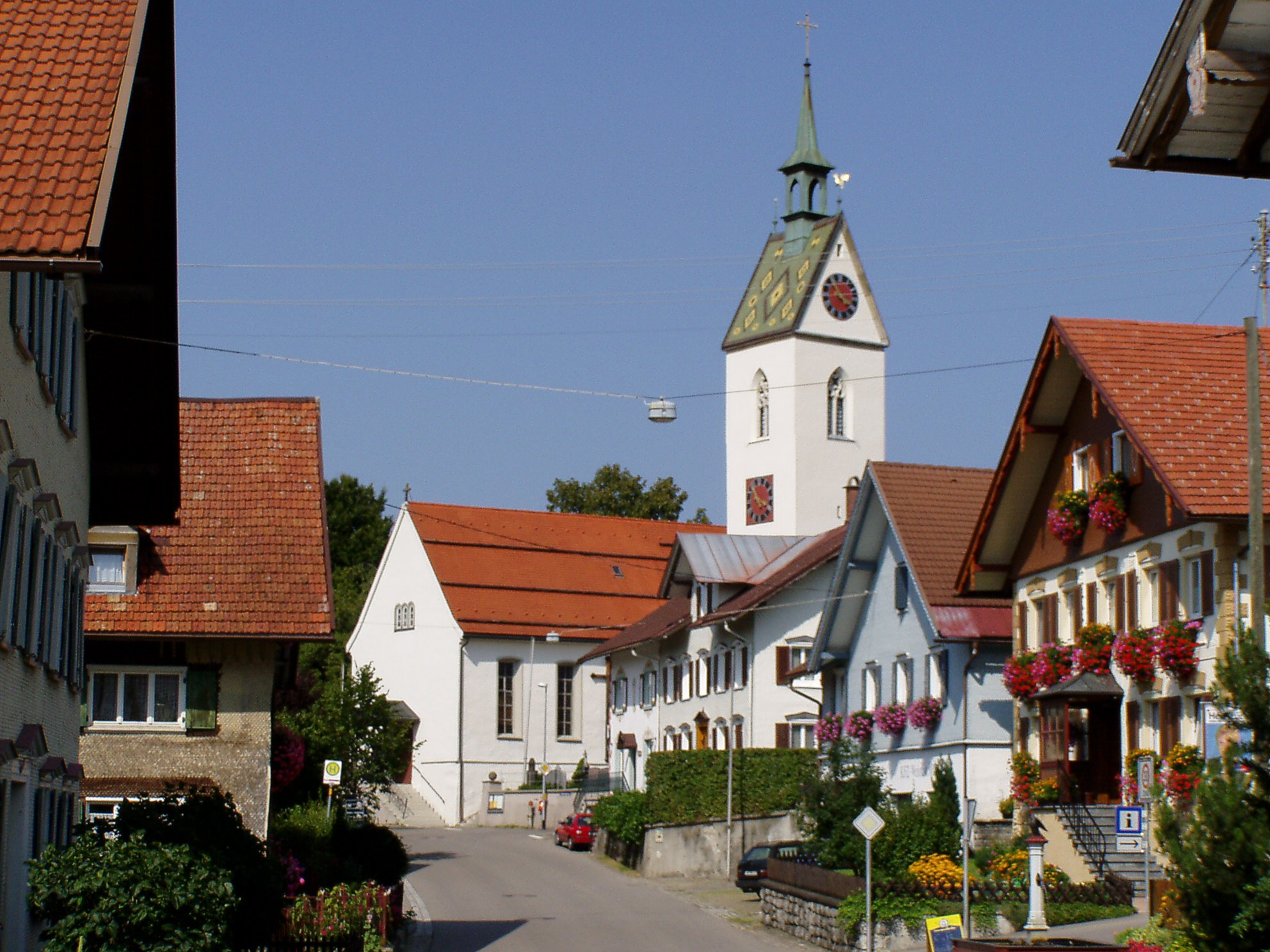
Dorfmitte

## Ortsname
Der Ortsname setzt sich aus dem Personennamen Ello sowie dem Grundwort -hofen zusammen und bedeutet bei den Höfen des Ello.

## Geschichte
Ellhofen im Allgäu wurde im Jahr 872 mit dem Namen Ellnhoven zum ersten Mal urkundlich erwähnt. Aus einer Urkunde des Jahres 1287 wird ersichtlich, dass ein Rittergeschlecht (Ritter Hermann von Ellnhoven) im Ort ansässig war. Die Burgruine Ellhofen war zu dieser Zeit noch intakt. Im Jahr 1446 erlosch das Rittergeschlecht, worauf das Erbe zerteilt wurde.

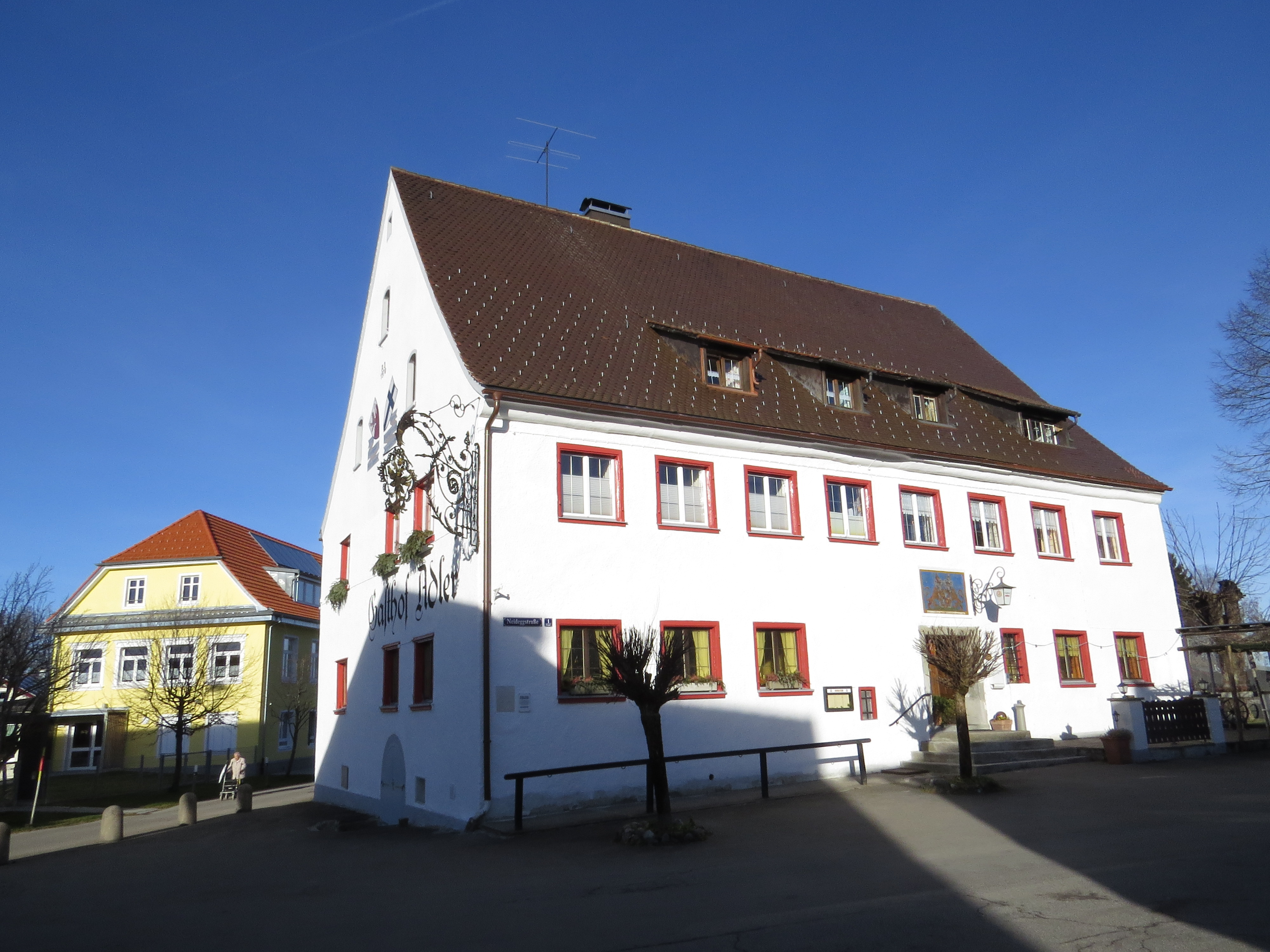
Gasthaus Adler

Im Jahr 1466 wurde Ellhofen an den Kaufmann Wilhelm von Neidegg verkauft. Dieser besaß den Ort bis in das Jahr 1562. In dieser Zeit kam es zu einer erheblichen Ausdehnung des Ortes.
1552 erwarb der Deutschritterorden die Herrschaft über Ellhofen. Im noch erhaltenen Amtshaus der Deutschritter befindet sich heute das Gasthaus Adler mit dem Wappen der früheren Herren.
Im Jahr 1806 wurde durch den Frieden von Pressburg Ellhofen an das Königreich Bayern angeschlossen.
Am 1. Januar 1972 wurde aufgrund der kommunalen Neuordnung Bayerns die bis dahin selbstständige Gemeinde Ellhofen im Allgäu in den Markt Weiler-Simmerberg eingegliedert.

## Ortsteile
Die einstige Gemeinde Ellhofen im Allgäu bestand neben dem Hauptort aus folgenden Ortsteilen:
- Blättla
- Burg
- Gunta
- Moos

## Wappen
Die Gemeinde Ellhofen erhielt ihr Wappen im Jahr 1938. Es ist wie folgt beschrieben: In Blumen goldgekrönter, herschauender, silberner Löwe, der aus einem linken Schildrand wellenförmig aufsteigenden roten Dreiberg aufwächst; rechts unten ein silbernes Schildchen, darin ein durchgehendes schwarzes Kreuz. Es zeigt die Schildfigur des Geschlechts der Herren von Ellhofen sowie das Kreuzschild des Deutschen Ritterordens.

## Baudenkmäler
Siehe: Liste der Baudenkmäler in Ellhofen

## Persönlichkeiten
- Katharina Förster (* 1988), Freestyle-Skierin
- Manuel Ochsenreiter (1976–2021), Journalist